# La Dame au voile
La Dame au voile (en suédois : Damen med slöjan) est un tableau réalisé à l'huile sur toile par l'artiste suédois Alexandre Roslin en 1768. Il est conservé au Nationalmuseum de Stockholm et est considéré comme l'un des tableaux les plus célèbres de la collection du musée,.

## Description
Le tableau représente l'artiste française Marie-Suzanne Giroust (1734-1772), l'épouse d'Alexandre Roslin. Portraitiste, pastelliste, dessinatrice, elle est membre de l’Académie royale de peinture en 1770. 
Ses vêtements correspondent à la mode des femmes de Bologne de cette époque. Son visage est partiellement recouvert d'un voile de soie noire et, dans sa main droite, elle tient un éventail. Elle est vêtue d'une élégante robe en soie rose avec de la dentelle blanche.
Son regard attrayant, ainsi que la position de l'éventail pressé contre sa joue, symbolisent l'amour pour la personne qu'elle regarde (en l'occurrence, l'artiste, c'est-à-dire son mari).

## Historique
En 1769, le tableau est présenté au Salon de Paris sous le titre de Tête de femme ajustée à la Polonoise (à la Bolognoise, pour certains exemplaires de la seconde édition).
En 1945, le tableau est offert au Nationalmuseum par un donateur anonyme. Selon certaines sources, au début de l'année 1945 — avant que le tableau ne soit transféré au musée —, il aurait été acheté à son ancien propriétaire par la Kooperativa Förbundet (KF), une fédération de coopératives de consommateurs.
En 1972, un timbre-poste représentant ce tableau a été émis en Suède.

## Accueil critique
- Dans Salon de 1769, l’écrivain et critique Denis Diderot écrit : « Un des meilleurs [tableaux] est une jeune fille, la moitié de la tête dérobée par un voile, ce qui lui donne un air très-piquant ; mais c’est moins par ce mérite qu’il vaut que par l’agrément de la couleur, la franchise du pinceau, un peu d’harmonie. On dirait ici que Roslin a tenté au-dessus de ses forces ; car ce voile bien imaginé, au lieu de laisser de l’espace et de l’air autour de la tête, fait tache sur la toile et s’y colle[8]. »
- Dans Un Portraitiste pour l'Europe (2008), l’historien de l'art Magnus Olausson écrit : « Un des véritables traits de génie de Roslin fut le portrait déguisé de son épouse Marie-Suzanne Giroust, intitulé Une Tête de femme ajustée à la bolonaise ou La Dame au voile. L’artiste avait été inspiré par une œuvre de genre du peintre et graveur français Jean Barbault, qui montrait une femme bolonaise habillée de la sorte pour le carnaval. En mêlant jeu de mascarade et illusionnisme, Roslin joue visuellement à cache-cache avec le spectateur. Sa belle épouse devient, de cette manière raffinée, un des appeaux les plus connus de l’histoire de l’art. L’attrait tient en grande partie au jeu des contrastes intime/inacessible, séductrice/réservée[9]. »